# Фамилии коми
Фами́лии ко́ми  (коми ов) суть родовые и семейные наименования народа коми и коми-пермяков.

## Структура
Все ныне существующие фамилии коми используют русскую систему имяобразования: при помощи суффиксов -ов (-ев), -ин, -ский. При этом корни, от которых образованы фамилии, можно разделить на три группы:
1) корни из языка коми;
2) корни из русского языка;
3) корни-интернациональные собственные имена в том виде, в котором они оформились в русской культурной среде.

### Фамилии с корнями из коми языка
- Бурматов — от «бур» (добрый) и «морт» (человек)
- Васев — от «Вась» (Василий, христ. имя)
- Вилесов (Ви́лесов, Вилисов) — от «вильос» (новый)
- Вильюров — вероятно, от «вильос» (новый) и «юр» (голова)
- Волегов (Во́легов) — от «вильог» (скользкий, хитрый, ловкий)
- Вошев (Ошев) — от «ош» (медведь)
- Габов (Га́бов) — от «Габ» (Гавриил, христ. имя)
- Гордрочев — рыжий русский
- Гутов (Гу́тов) — от «гут» (муха)
- Деменев — от «Демень» (Дементий, христ. имя)
- Дозморов (До́зморов) — от «дозмöр» (глухарь)
- Ерогов
- Жунёв (Жунёв) — от «жунь» (снегирь)
- Зернин
- Зеров (Зе́ров) — от «зэр» (дождь) или «зöр» (овёс)
- Зонов (Зо́нов) — от «зон» (сын)
- Зырянов — от «зыряне» (коми-зыряне)
- Изъюров — от «из» — камень, «юр» — голова
- Ичеткин (Иче́ткин) — от «ичöт» (маленький) (фамилия зюздинская)
- Ичетовкин (аналогично Ичеткин)
- Канев (Ка́нев) — от — «кан» (царь, т.е. Царёв)
- Качесов (Ка́чесов) — от «катшöс» («белый», как кличка)
- Койнов (Ко́йнов) — от «кöин» (волк)
- Колегов (Ко́легов) — от «кальог» (болтливый)
- Кочев (Ко́чев) — от «кöч» (заяц)
- Кузьбожев, Кузиванов — от «кузь» (длинный)
- Кузькоков — от «кузь» (длинный), «кок» (нога)
- Кулев — «куль» (чёрт)
- Кучев (от «куч» — орел)
- Кушев
- Кушманов (от «кушман» — редька).
- Кушпелев (Ку́шпелев) — от «куш пель» (голое ухо)
- Кызъюров — от «кыз» — толстая, «юр» — голова
- Кынев — от «кынь» (песец)
- Кынкурогов (Кынкуро́гов) — от «кын курöг» (замёрзшая курица)
- Кырнаев (Кырна́ев) — от «кырны» (прорваться от размыва)
- Кырнышев (Кы́рнышев) — от «кырныш» (ворон)
- Кыров (Китайцев) (Кы́ров) — от «кыр» (дятел, несговорчивый человек)
- Кысов (Кы́сов) — от «кыс» (шкура с ног животного)
- Кычанов (Кыча́нов) — от «кычи» (щенок)
- Кычкин — от «кычка» (щенок)
- Лыюров (Лыю́ров) — от «лы юр» (костяная голова, твердолобый)
- Лунегов
- Лямпин — от «лямпа» (лыжи)
- Маегов
- Майбуров — от «майбыр» (веселье)
- Миков — от «Мик» (Николай, христ. имя)
- Мичкин (Ми́чкин) — от «мича» (миловидный)
- Мичков
- Москоков (Моско́ков) — от «мöс кок» (коровья нога)
- Мошев (Мо́шев) — от «мош» (пчела)
- Нылогов
- Ныробцев
- Няшин
- Ожегов
- Ошев (О́шев) — от «ош» (медведь)
- Ошканов
- Ошкоков (Ошко́ков) — от «ош кок» (медвежья лапа) {ошибка переписчиков 19 века от Ошкуков}
- Ошлапов
- Ошвинцев
- Панюков
- Попальтоев
- Порсев (от «порсь» — свинья)
- Порсин (По́рсин) — от «порсь» (свинья)
- Порсюров — от «порсь» (свинья), «юр» (голова)
- Пупышев — от «пупыш» (прыщ)
- Пуртов (Пу́ртов) — от «пурт» (нож)
- Пыстин (Пы́стин) — от «пыста» (синица)
- Пыстогов («пистӧг» — синица)
- Ракин (Ра́кин) — от «рака» (ворона)
- Рачёв (первоначально Ручев, затем Рочев)
- Рочев (Ро́чев) — от «роч» (русский) или «рöч» (бугор, кочка)
- Ручев (Ру́чев) — от «руч» (лисица)
- Сизёв — от «сизь» (дятел)
- Сизов (северные коми-пермяки, ранее писались Сизёвыми)
- Сизимов (Сизи́мов) — от «сизим» (семь)
- Сюзев
- Ситанов
- Сыкулев
- Сырчиков — от «сырчик» (трясогузка)
- Сысолетины (населявшие бассейн северной реки Сысола)
- Сюзёв и Сюзев — от «сюзь» (филин)
- Сюртомов — от «сюртом» (безрогий)
- Тотьмянины (из местечка Тотьма)
- Трошев — от «Трош» (Трофим, христ. имя)
- Тунегов
- Турьев — от «туры» (журавль)
- Ужегов
- Чазов — от «чаз» (конопляные выжимки) (коми-пермяцкая фамилия)
- Чедов (от «чӧд» — черника)
- Черанёв — от «черань» (паук) (фамилия зюздинская)
- Чередов — от «чорыд» (твердый)
- Ческидов (Чески́дов) — от «чöскыд» (сладкий, приятный)
- Чичков
- Чушев (Чу́шев) — от «чуш» (губа)
- Юров — от «юр» (голова)
- Юсев (Ю́сев) — от «юсь» (лебедь)
- Кудымов — от мифологического коми-пермяцкого героя Кудым-Оша.
- Четины — от древнего пермского слова «чети (чӧт)» — сват, посредник.
- Чичев
- Чичканов
- Шудегов, Ратегов, Колегов, Ужегов, Басегов, Варсегов, Пунегов, Тунегов, Лунегов, Иртегов, Пельмегов — от древних пермских имён Шудег, Волег, Ратег, Колег, Ужег, Басег, Варсег, Пунег, Тунег, Лунег, Иртег, Пельмег); Мошегов, Ошканов, Кынкурогов появились непосредственно в условиях коми-пермяцкого обихода.
- Яборов — от «ябор» — скворец, коми-пермяцкая фамилия. В коми-зырянском варианте пишется как Ябуров.
- Ярков — от рус. «яркий» (коми «югыд»). Коми-зырянская фамилия.

## История
Фамилии среди населения коми появились довольно давно — начиная с XV века. Объясняется это тем, что Пермь Вычегодская и Пермь Великая первоначально входили в сферу влияния Новгородской республики, где фамилии были распространены с раннего времени среди всех слоёв населения.